# Häradssjön
Häradssjön är en sjö i Aneby kommun, Eksjö kommun och Ydre kommun i Östergötland och ingår i Motala ströms huvudavrinningsområde. Sjön har en area på 0,55 kvadratkilometer och ligger 254 meter över havet. Sjön avvattnas av vattendraget Häradssjöbäcken.

## Delavrinningsområde
Häradssjön ingår i det delavrinningsområde (640257-145907) som SMHI kallar för Mynnar i Västra Lägern. Medelhöjden är 275 meter över havet och ytan är 26,09 kvadratkilometer. Det finns inga avrinningsområden uppströms utan avrinningsområdet är högsta punkten. Häradssjöbäcken som avvattnar avrinningsområdet har biflödesordning 4, vilket innebär att vattnet flödar genom totalt 4 vattendrag innan det når havet efter 230 kilometer. Avrinningsområdet består mestadels av skog (81 procent). Avrinningsområdet har 0,83 kvadratkilometer vattenytor vilket ger det en sjöprocent på 3,2 procent.